# Nossos japoneses são mais criativos que os outros
Nossos japoneses são mais criativos que os outros foi um bordão apresentado numa notória campanha publicitária que incluiu diversos comerciais de televisão no Brasil no ano de 1994 para a Semp Toshiba. Tal campanha teria ficado na memória afetiva dos brasileiros, graças ao uso do bordão.

## Equipe de criação
A criação da campanha inlcui nomes como Ana Carmen R. Longobardi, Mauro Perez, Eugênio Mohalem, Edinaldo Cebolinha, Marcelo Aragão, da agência Talent.

## Leituras adicionais
- Muraoka, Roni Everson. Nossos japoneses são melhores do que os outros: o cômico e o estereótipo na campanha da “Semp Toshiba”